# فولفغانغ هايني
فولفغانغ هايني (بالألمانية: Wolfgang Heine)‏ (و. 1861 – 1944 م) هو سياسي، وقانوني ألماني، ولد في بوزنان، كان عضوًا في الحزب الديمقراطي الاجتماعي الألماني، توفي في أسكونا، عن عمر يناهز 83 عاماً.

## مناصب
تولى منصب عضو مجلس النواب الألماني للإمبراطورية الألمانية
.

## التعليم
تعلم في جامعة هومبولت في برلين
.